# Der Nackte Regisseur
Der Nackte Regisseur (im Original japanisch: 全裸監督 Zenra Kantoku, englisch The Naked Director) ist eine halb-biographische japanische Comedy-Drama-Serie des Video-on-Demand-Anbieters Netflix. Die Co-Regie führte Masaharu Take. Die Serie basiert auf dem Sachbuch Zenra Kantoku Muranishi Tōru Den (全裸監督 村西とおる伝) von Nobuhiro Motohashi. Sie erzählt die Geschichte von Tōru Muranishi, einem innovativen, aber auch kontroversen Regisseur japanischer Videos für Erwachsene. Die erste Staffel wurde am 8. August 2019 auf Netflix veröffentlicht. Am 15. August 2019 verlängerte Netflix die Serie um eine zweite Staffel, die am 24. Juni 2021 Premiere hatte. Neben Takayuki Yamada als Muranishi spielen auch Shinnosuke Mitsushima und Tetsuji Tamayama mit.

## Besetzung
- Takayuki Yamada als Tōru Muranishi
- Shinnosuke Mitsushima als Toshi Arai
- Tetsuji Tamayama als Kenji Kawada
- Ryō Ishibashi als Eigo Ikezawa, Boss der größten japanischen Porno-Firma
- Lily Franky als Michirō Takei, hochrangiger Polizist
- Misato Morita als Megumi Sahara/Kaoru Kuroki
- Jun Kunimura als Iori Furuya, Mitglied der Yakuza
- Takenori Gotō als „Rugby“ Gotō
- Tokio Emoto als Kōsuke Mitamura
- Sairi Itō als Junko Koseda
- Koyuki als Kayo Sahara, Megumis Mutter
- Kimiko Yo als Kozue Muranishi, Tōrus Mutter
- Pierre Taki als Atsushi Wada
- Mariya Nishiuchi als Sayaka
- Yuri Tsunematsu als Miyuki Chiba/Mariko Nogi
- Nanami Kawakami als Miku Minami
- Ami Tomite als Naoko Yamamoto
- Yuka Masuda als Rōma Edogawa
- Shō Kasamatsu als Ogiwara
- Takato Yonemoto als Jimmy
- Itsuji Itao als Sadami Ono
- Tsuyoshi Ihara als Kōichi Umino
- Eisaku Yoshida als Akira Honda
- Jade Albany Pietrantonio als Allison Mandy (Staffel 1)
- Ruri Shinato als Sachiko (Tōru Muranishis erste Frau)
- Kōtarō Yoshida als Nakai Kanji
- Daichi Watanabe als Takeshi Komukai
- MEGUMI als Masumi Ōba
- Shigeru Muroi als Shigeko, Sayakas Mutter
- Tsukasa Aoi als Hayama Reiko
- Nana Yagi als Kazama Nagi
- Yoshino Seguchi als Saki Hayakawa
- Maria Nakayama als Mikako Akiyama
- Kanae Ōtsuka als Maiko Kitamura
- Ryūsuke Komakine als Takagi
- Uraji Nuno als Midori Azumi

## Dreharbeiten
Die Dreharbeiten für die erste Staffel fanden 2018 statt. Im Januar 2020 berichtete The Nikkei, dass die Produktion für die zweite Staffel im Frühjahr beginnen werde.

## Marketing
Am 25. Juni 2019 wurde der offizielle Trailer zur Serie veröffentlicht.

## Kritik
Der Nackte Regisseur erhielt viel Kritik, weil Kaoru Kuroki ohne ihre Erlaubnis unter ihrem tatsächlichen Künstlernamen dargestellt wurde. Kuroki zog sich 1994 aus dem öffentlichen Leben zurück und hat erfolgreich Verlage wegen Verletzung der Privatsphäre verklagt. Netflix gab an, dass weder Kuroki noch Muranishi an der Produktion beteiligt waren und dass die Serie lediglich eine Adaption von Motohashis Buch ist.